# NGC 775
NGC 775 (również PGC 7451) – galaktyka spiralna z poprzeczką (SBc), znajdująca się w gwiazdozbiorze Pieca. Została odkryta 14 listopada 1835 roku przez Johna Herschela.